# Tusi-Stätten
Tusi-Stätten ist eine von der UNESCO gelistete Stätte des Weltkulturerbes in der Volksrepublik China. Die Welterbestätte umfasst drei archäologische Stätten von Verwaltungszentren des Tusi-Systems.

## Hintergrund
Das Tusi-System (von chinesisch 土司, Pinyin tǔsī, W.-G. t'u-ssu – „Häuptling/Stammesführer“) war eine Regierungsforn, nach der im Kaiserreich China seit dem 13. Jahrhundert in Gebieten mit nationalen Minderheiten Stammesführer oder einheimische Fürsten zu chinesischen Beamten ernannt wurden. Dabei war der Titel eines Tusi vererbbar. Tusi-Herrschaften gab es beispielsweise in Yunnan, Guizhou, Sichuan, und Tibet sowie in den Autonomen Bezirken Xiangxi in Hunan und Enshi in Hubei. Nach der Errichtung der Volksrepublik China wurde das Tusi-System abgeschafft.

## Eintragung
Tusi-Stätten wurde 2015 aufgrund eines Beschlusses der 39. Sitzung des Welterbekomitees als Kulturerbestätte in die Liste des UNESCO-Welterbes eingetragen.
In der Begründung für die Eintragung heißt es unter anderem:

„Die drei Stätten von Laosicheng, Tangya und der Hailongtun-Festung verbinden sich als serielle Stätte, um dieses Regierungssystem zu repräsentieren. … Ihre Kombinationen aus lokalen ethnischen und zentralen chinesischen Merkmalen zeigen einen Austausch von Werten und zeugen von kaiserlich-chinesischen Verwaltungsmethoden, während sie ihre Verbindung mit den lebendigen kulturellen Traditionen der ethnischen Minderheiten beibehalten, die durch die kulturellen Traditionen und Praktiken der Tujia-Gemeinschaft in Laosicheng repräsentiert werden.“

Die Eintragung erfolgte aufgrund der Kriterien (ii) und (iii).

„(ii): Die Tusi-Stätten von Laosicheng, Tangya und der Hailongtun-Festung zeigen deutlich den Austausch menschlicher Werte zwischen lokalen ethnischen Kulturen Südwestchinas und die nationale Identität, die durch die Strukturen der Zentralregierung zum Ausdruck gebracht wird.

(iii): Die Stätten von Laosicheng, Tangya und der Hailongtun-Festung veranschaulichen das Regierungssystem der Tusi in der südwestlichen Region Chinas und sind ein außergewöhnliches Zeugnis für diese Form der Regierungsführung, die von früheren Systemen der Verwaltung ethnischer Minderheiten in China herrührt, und für die chinesische Zivilisation in der Yuan-, Ming- und Qing-Zeit.“

## Umfang
Die serielle Welterbestätte besteht aus drei voneinander getrennten Arealen. Diese umfassen insgesamt einen Schutzbereich von 781,28 ha. Die einzelnen Schutzbereiche sind jeweils von Pufferzonen umgeben, die insgesamt eine Fläche von 3.125,33 ha haben.
| Ref.     | Bezeichnung | Lage                                        | Schutzbereich | Pufferzone  | Beschreibung |
| -------- | ----------- | ------------------------------------------- | ------------- | ----------- | --- |
| 1474-001 | Laosicheng  | Yongshun / Xiangxi / Hunan (Geokoordinaten) | 534,24 ha     | 1.023,93 ha | Die Stadt am Ufer des Lingxi. wurde 1135 erbaut und 1724 verlassen. Sie war Hauptstadt des Peng-Clans. Zu den ausgegrabenen Überresten zählen der Palast des Herrschers, der Ahnenschrein des Peng-Clans, ein Triumphbogen, mit in Mustern ausgelegten Kieseln gepflasterte Straßen und ein Gräberkomplex. |
| 1474-002 | Tangya      | Xianfeng / Enshi / Hubei (Geokoordinaten)   | 86,62 ha      | 973,61 ha   | Die Stadt wurde 1355 erbaut und 1755 verlassen. Sie war Hauptstadt von Tangya, das von der Qin-Dynastie regiert wurde. |
| 1474-003 | Hailongtun  | Huichuan / Zunyi / Guizhou (Geokoordinaten) | 160,42 ha     | 1.127,79 ha | Die 1257 errichtete Festung der Bozhou lag auf einem Berg und war auf drei Seiten von unzugänglichen Steilhängen umgeben. Nach dem niedergeschlagenen Bozhou-Aufstand wurde die Festung 1600 zerstört und die Tusi-Herrschaft aufgelöst.                                                                   |